# Hyencourt-le-Grand
Hyencourt-le-Grand è un comune francese di 92 abitanti situato nel dipartimento della Somme nella regione dell'Alta Francia.

## Società

### Evoluzione demografica
Abitanti censiti